# Arnegard
Arnegard és una població dels Estats Units a l'estat de Dakota del Nord. Segons el cens del 2000 tenia 105 habitants.

## Demografia
Segons el cens del 2000, Arnegard tenia 105 habitants, 44 habitatges, i 23 famílies. La densitat de població era de 162,2 hab./km².
Dels 44 habitatges en un 29,5% hi vivien nens de menys de 18 anys, en un 50% hi vivien parelles casades, en un 0% dones solteres, i en un 45,5% no eren unitats familiars. En el 40,9% dels habitatges hi vivien persones soles el 31,8% de les quals corresponia a persones de 65 anys o més que vivien soles. El nombre mitjà de persones vivint en cada habitatge era de 2,39 i el nombre mitjà de persones que vivien en cada família era de 3,46.
Per edats la població es repartia de la següent manera: un 31,4% tenia menys de 18 anys, un 4,8% entre 18 i 24, un 23,8% entre 25 i 44, un 20% de 45 a 60 i un 20% 65 anys o més.
L'edat mediana era de 40 anys. Per cada 100 dones de 18 o més anys hi havia 105,7 homes.
La renda mediana per habitatge era de 27.857 $ i la renda mediana per família de 37.188 $. Els homes tenien una renda mediana de 27.500 $ mentre que les dones 18.750 $. La renda per capita de la població era de 14.831 $. Cap de les famílies i l'1,1% de la població estaven per davall del llindar de pobresa.

## Poblacions més properes
El següent diagrama mostra les poblacions més properes.